# Санта Ђустина (Савона)
Санта Ђустина је насеље у Италији у округу Савона, региону Лигурија.
Према процени из 2011. у насељу је живело 141 становника. Насеље се налази на надморској висини од 347 м.